# Augusto Hermet
Augusto Hermet (Trieste, 16 luglio 1889 – Fiesole, 1954) è stato uno scrittore, musicologo e saggista italiano; fu un singolare testimone di un'intera stagione culturale italiana tra le due guerre mondiali.

## Biografia
Nasce nella Trieste ancora irredenta di fine fine '800 in una famiglia cattolica di origine armena discendente da ugonotti emigrati in Persia dopo la revoca dell'editto di Nantes e trasferitasi a Trieste alla fine del '700. Edoardo, suo padre, fu giornalista, critico musicale e saggista.
 Augusto Hermet, terminati gli studi liceali, seguendo l'esempio di molti triestini dell'epoca, si trasferì a Firenze per seguire i corsi di Filosofia dell'Istituto di studi superiori dove ebbe come compagno il goriziano Carlo Michelstaedter; la citta toscana per entrambi rappresentava sia una mèta dello spirito che il ricongiungimento con la radice di una cultura che sentivano come propria.
 Qui Hermet incontrò, anche frequentando il “Caffè Le Giubbe Rosse”, personaggi come Giovanni Papini e Arturo Reghini, artisti come Ottone Rosaie Giovanni Costetti nonché autorevoli esponenti del cattolicesimo toscano tra cui Domenico Giuli, Piero Bargellini, Carlo Betocchi, Domenico Giuliotti, Nicola Lisi e altri ancora.

In questa temperie culturale e sotto la spinta dei più diversi stimoli scrive libri, testi teatrali e saggi di varia natura; a quest'epoca dedica la “Ventura delle riviste” «...la sua opera che più ha lasciato un segno, nella quale i capitoli dedicati alle varie testate...assumono quasi lo slancio di un'epica leggendaria...»

### Pensiero
La sua filosofia, partendo dal mistico distoglie l'attenzione da ogni “incombenza quotidiana” per assumere un valore iniziatico e tendere a uno spiritualismo e ascetismo monastico. Operando una rivalutazione della carica mistica del Cristianesimo indaga sia i contrasti delle varie religioni sia le istanze che le accomunano, in cerca di una via, da lui ritenuta possibile, che le faccia convergere verso lo spiritualismo cristiano.

## Opere

### Poesie
- “Il Figlio” - Seeber editore, Firenze 1912 - raccolta di versi di intonazione mistica.

### Saggi musicologici
- “Il Crepuscolo degli Dei” di Richard Wagner, Monsalvato, Firenze 1944.
- “La Musica e il Verbo”, con prefazione di Piero Bargellini.
- “Giuseppe Verdi e la civiltà germanica” in «Giuseppe Verdi», raccolta di saggi critici  a cura di “Accademia Chigiana”, Casa Editrice Ticci, Siena 1951, pp. 9-26.

### Saggi di argomento religioso
- “Fede cristiana in un mistico indiano, Sadhu Sundar Singh“, studio e antologia, Ediz. Bilychnis. Roma 1924.

### Saggi di argomento filosofico
- Nicolò Cusano“, Ediz. Cusano, Milano Athena 1927.

### Saggi vari
- "Sommario autobiografico", a cura di Gloria Manghetti, Rimini, Raffaelli, 1997.
- "La ventura delle riviste (1903-1940)", Firenze, Vallecchi, 1941.

### Traduzioni
- “Inni alla notte"“ di Novalis, traduzione dal tedesco di Augusto Hermet, Carabba editore, Lanciano 1912.
- “La musica contemporanea“ di Herbert Fleischer, traduzione dal tedesco di Augusto Hermet, Bergamo, SESA 1940.

### Testi teatrali
- “La seconda morte di Lazzaro“ - fantasia scenica, Modena, Guanda 1930.
- “Erostrato” - fantasia scenica, Modena, Guanda 1930.

### Curatele
- “Regole di San Bonaventura“, Paravia, Milano, 1924.
- “Regole di San Francesco“, Paravia, Milano, 1926.
- “Antologia di testi di San Bonaventura“, Lanciano, Carabba, 1928.
- “Scrittori cattolici dei nostri giorni“, antologia in collaborazione con Nicola Lisi, Edizioni Cardinal Ferrari, Milano 1930.

## Archivio
Il Fondo Hermet Augusto, conservato presso l'Archivio contemporaneo "Alessandro Bonsanti". Gabinetto Vieusseux a Firenze contiene documentazione dal 1914 al 1928

### Annotazioni
1. ↑  Il museo “Novecento” di Firenze conserva un ritratto di Augusto Hermet dipinto da Ottone Rosai, anno 1941,  proveniente da “Donazione Ottone Rosai”.
2. ↑  La "Galleria d'Arte Moderna" di Palazzo Pitti a Firenze conserva un ritratto a olio di Augusto Hermet attribuito a Giovanni Costetti.
3. ↑   SI tratta delle testate di otto riviste celebri ma di breve vita: Leonardo (1903 - 1907), La Voce (1908 - 1915),   Lacerba  (1913 - 1915), La Ronda (1919 - 1923), Il Selvaggio (1924 - 1943), Solaria (1926-1934), Il Frontespizio (1929 - 1940), Campo di Marte (1938 - 1939).

### Fonti
1. 1 2 3 4 5 6   Manghetti Gloria, Hermet Augusto, su SIUSA Sistema Informativo Unificato per le Soprintendenze Archivistiche, 1996. URL consultato il 12 gennaio 2024. - Fonte di riferimento.
2. ↑   francesco-hermet, su treccani.it. URL consultato il 13 gennaio 2024.
3. ↑   ritratto dello scrittore augusto hermet, su opacmuseicivicifiorentini.comune.fi.it. URL consultato il 16 gennaio 2024.
4. ↑   ritratto di augusto hermet, su catalogo.beniculturali.it. URL consultato il 16 gennaio 2024.
5. ↑   Fondo Hermet Augusto, su SIUSA Sistema Informativo Unificato per le Soprintendenze Archivistiche. URL consultato il 15 gennaio 2024.